# 四面山三窝蛛
四面山三窝蛛（学名：Trilacuna simianshan）一种于中国重庆市江津区四面山自然保护区大窝铺发现的蜘蛛，隶属于卵形蛛科三窝蛛属。

## 鉴别特征
四面山三窝蛛雄性插入器有一丝带状较长的骨质化突起结构，雌性外雌器结构独特，表皮内突较长，生殖沟有一向下的锥形结构，逐渐变细，又向上延伸出丝状结构。